# Lusernetta
Lusernetta (piemontesisch Lusernëtta, okzitanisch Luzerneta) ist eine Gemeinde in der italienischen Metropolitanstadt Turin (TO), Region Piemont.

## Lage und Einwohner
Lusernetta liegt 52 km südwestlich von Turin am Südufer des Pellice im mittleren Bereich des Val Pellice und ist Mitglied in der Bergkommune Comunità Montana Val Pellice. Das Gemeindegebiet umfasst eine Fläche von 7 km² und hat 502 Einwohner (Stand 31. Dezember 2023). Zur Gemeinde zählen die beiden Fraktionen (Frazioni) Cascina Gerard und Possetti.
Die Nachbargemeinden sind Luserna San Giovanni und Bibiana; etwas westlich liegen Rorà und die Kleinstadt Torre Pellice.

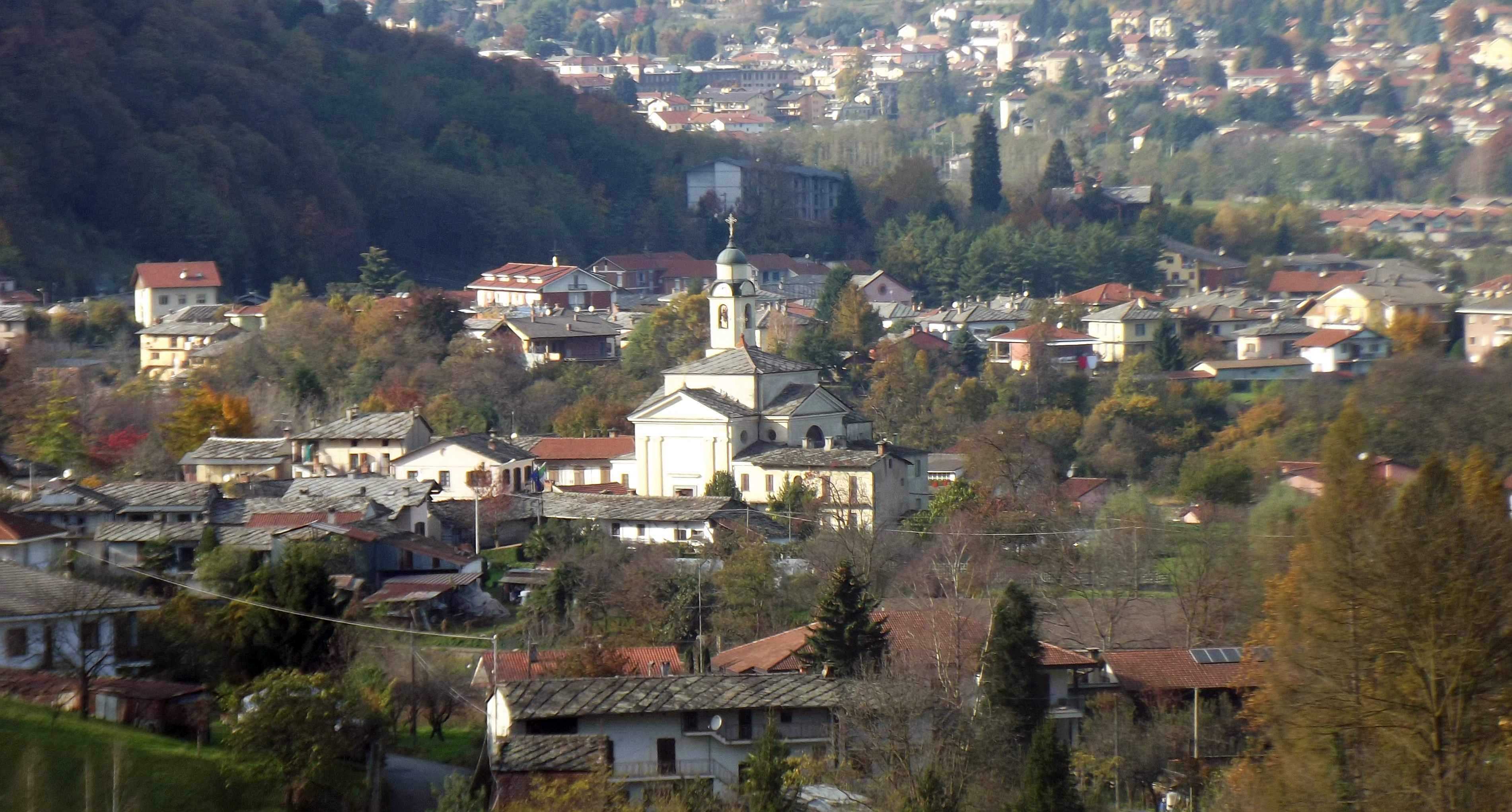
Panorama

## Geschichte

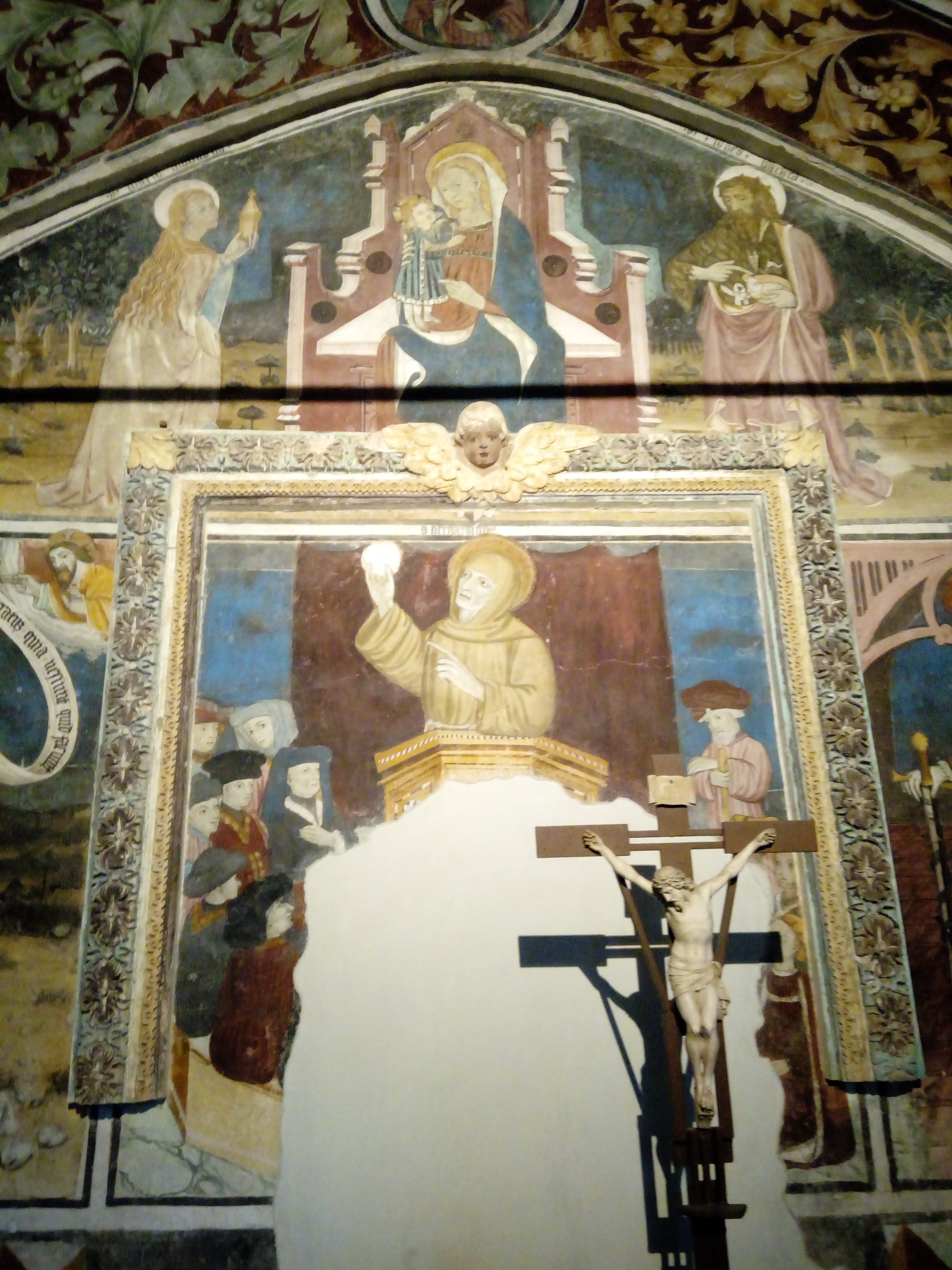
Kirche San Bernardino

Der Ort Lusernetta, der 1278 als Region des Val Lucerna erwähnt wurde, erscheint nicht unter den anderen Gemeinden des Tals in dem von Ludovico II. von Savoyen 1448 gewährten Wahlrecht. Erst 1505 erscheint der Name des Dorfes zum ersten Mal. Dort steht, dass es zur Gerichtsbarkeit von Bibiana gehört, zu der es bis zu seiner Gründung als autonome Gemeinde im Jahr 1779 eingegliedert war.
Die Gemeinde Lusernetta wurde mit Patenten des Senats von Savoyen vom 27. August 1779 gegründet und trennte einen Teil des Gebiets ab, das bis dahin Bibiana gehörte.
In der Kirche San Bernardino hinterließ der namentlich nicht bekannte Meister von Lusernetta um 1450 eine Reihe von wertvollen Fresken.